# Gertraud Rostosky
Gertraud Maria Sophie Rostosky (* 7. Januar 1876 in Riga; † 30. Mai 1959 in Würzburg) war eine deutsche Malerin.

## Leben

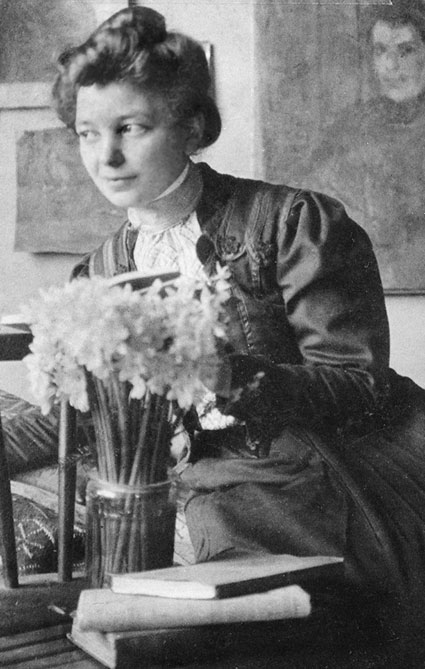
Gertraud Rostosky im Salon auf der Neuen Welt, 1908

Gertraud Rostosky wurde am 7. Januar 1876 in Riga als zweite Tochter des aus Leipzig stammenden Buchhändlers Heinrich Rostosky (* 29. September 1844; † 11. Januar 1876) und der Maria Wadenklee (* 7. Januar 1854; † 27. Januar 1938) geboren. Der Tier- und Landschaftsmaler Carl Oswald Rostosky (* 20. Juni 1839 Leipzig; † 21. Juni 1868 München) war ihr Onkel. Wegen des frühen Todes des Vaters kehrte die Familie auf den mütterlichen Gutshof Neue Welt in Würzburg zurück.
Sie besuchte Schulen in Plauen/Vogtland und Würzburg, wo sie 1892 ihr Abitur bestand. Nach ersten gemeinsamen Malversuchen mit dem Dichter Max Dauthendey, der mit der Neuen Welt und ihren Bewohnern eng verbunden war, stand ihr Berufsziel schon früh fest. Einen Heiratsantrag Dauthendeys im Jahr 1894 lehnte sie ab, da sie erst ihre berufliche Selbständigkeit erreichen wollte. Dennoch blieb sie ihm lebenslang nicht nur als Förderin, Muse und Kritikerin verbunden.
Zunächst nahm sie ein Studium an der Zeichenschule des Frauen-Erwerb-Vereins in Dresden auf, das sie im Oktober 1899 mit dem staatlichen Fachlehrerinnen-Examen bestand. Im Anschluss daran unterrichtete sie ein Jahr lang am Deutschen Mädchengymnasium in Moskau. Ihren eigentlichen Berufswunsch verwirklichte sie im Winter 1900, als sie in München ihre Studien bei Angelo Jank an der Damenakademie des Münchner Künstlerinnenvereins begann; weitere Lehrer waren u. a. Anton Ažbe und Simon Hollósy. Ihre prägendste und wichtigste Lehrerin, die maßgeblichen Einfluss auf ihre künstlerische Seh- und Malweise ausübte, war die polnische Malerin Olga Boznańska, bei der sie in den Jahren 1902 bis 1904 in Paris Unterricht nahm. In Paris war sie, gemeinsam mit der Norwegerin Maja Vogt, 1902 Gast bei Oskar Panizza in der Rue des Abbesses XIII.
In München pflegte sie freundschaftliche Kontakte mit Waldemar Bonsels, Willi Geiger, Otto Flechtner, Hans Brandenburg und dessen Ehefrau Dora Brandenburg-Polster, Nina Arbore, Edith von Bonin und Marie Schnür, der ersten Ehefrau von Franz Marc.
1908 wurden ihre Werke erstmals im Kunstsalon von Walther Zimmermann in München ausgestellt, 1910 folgte eine Teilnahme an der Frühjahrsausstellung der Münchner Sezession. Nach ausgedehnten  Malreisen, vorwiegend nach Italien, arbeitete sie hauptsächlich in Berlin, München und Dresden, später dann wieder in Würzburg auf der Neuen Welt. Dort gründete sie in den 1920er Jahren eine Künstlerkolonie, in der u. a. Anton Kerschbaumer, Béla  und Isolde Czóbel, Otto Modersohn, Friedrich Ahlers-Hestermann und seine Frau Alexandra Povòrina in den Sommermonaten arbeiteten. Hier entstand auch Erich Heckels Ölbild der Festung Marienberg mit dem Maschikuli-Turm, das im Bonner Bundeskanzleramt zu sehen war. Abseits der Künstlerkolonie stand Carl Grossberg, mit dem sie oftmals in und um Würzburg auf Motivsuche ging. Ein besonderes Ereignis jener Tage stellte die Nachfeier des 60. Geburtstages von Otto Modersohn dar, bei der ihm zur Ehre Lisa Czóbel die Kulibajadere aus Max Dauthendeys Geflügelter Erde tanzte.
Seit 1927 war Gertraud Rostosky Mitglied im Verein der Künstlerinnen und Kunstfreundinnen zu Berlin und nahm regelmäßig an internationalen Ausstellungen, so z. B. an der Großen Berliner Kunstausstellung, in der Galerie Nierendorf und der Annual International Exhibition of Lithography and Wood Engraving in Chicago teil. In der Zeit des Nationalsozialismus war sie Mitglied der Reichskammer der bildenden Künste. Sicher belegt ist für diese Zeit lediglich ihre Teilnahme an den Ausstellungen Süddeutsche Kunst in München 1934 und Mainfränkisches Kunstschaffen 1939 in Aschaffenburg.
Aus der Bekanntschaft mit dem Ehepaar Maria und Ludwig Gremliza, das sie 1932 kennenlernte, entwickelte sich eine äußerst produktive Arbeitsgemeinschaft. Der spätere Arzt und Epidemiologe Ludwig Gremliza wurde ihr Schüler und begann mehrere schriftstellerische Arbeiten von ihr zu betreuen. Hierzu gehörten u. a. die Erinnerungen Schöpferische Geister, die 1947 in einer bibliophilen Ausgabe publiziert wurden. Ebenfalls 1947 erschien eine Mappe mit Original-Lithographien nach Zeichnungen von Gertraud Rostosky; diese Graphik-Edition war das erste Werk seiner neu gegründeten Lovis-Presse, in der noch Publikationen weiterer Künstler wie Werner Gothein, Erich Heckel und Otto Dix folgten.

## Werk
Zu den von ihr bevorzugten Sujets gehörten das Porträt und die Landschaft, die sie mit der ihr charakteristischen und unverwechselbaren Palette in der Mannigfaltigkeit der grünen Töne und den ihr eigenen Abstufungen der Farbenskala zwischen Krapp und Ultramarin perfekt umzusetzen verstand. Nicht unberührt von den persönlichen Eindrücken des französischen Spätimpressionismus geblieben, nahm sie jene Impulse auf und entwickelte daraus ihren individuellen, unverwechselbaren Stil. Sie blieb eine lyrische Malerin, die von einer Impression zu einer gesteigerten Expressivität mit dem sicheren Gefühl für das Atmosphärische, das Schwingende und Schwebende der Farben und der fließenden Übergänge fand. Max Dauthendey, der die künstlerische Entwicklung von Beginn an verfolgen konnte, resümierte in einem Brief aus dem Januar 1913 seine Sicht:

„Ich halte es wirklich für notwendig, […] Dir einmal zu sagen, nachdem ich jetzt Deine Herbst- und Weihnachtsausstellungen gesehen habe […], daß Deine Bilder und Deine Malart überhaupt von allen malenden Frauen die männlichste, wenn man so sagen darf, und genialste ist. […] Gerade das, was das allgemeine Bürgerpublikum, das niemals ein Genie begreift, unvollkommen an Deinen Bildern nennen mag und was sie unfertig nennen, das ist Deine ureigene Kraftnote. Man trägt Deine Bilder im Geiste herum und wird nicht fertig mit ihnen. Man arbeitet an ihnen weiter und nur solch ein Werk, das zum Weiterarbeiten anregt, und das man niemals auswendig lernen kann, das ist das Werk einer echten Kraft. Nie denkt man bei Deinen Bildern an eine eingelernte üble Nachahmung, an billige Machart, wie bei der glatten Fertigkeit anderer Damenarbeiten, die einem immer von Geschicklichkeit und Schule vorreden, aber nie von echter einsamer Künstlerempfindung. Jedes wirklich bleibende Kunstwerk muß etwas alleinstehendes, ganz auf sich Beruhendes haben, und das haben alle Deine Bilder. Ich denke mir, in fünfzig oder hundert Jahren werden die anderen Damenbilder, die da in der Ausstellung waren, wie platte Öldrucke wirken, während Deine Bilder unerschöpflich stark dastehen und die Leute erstaunen machen werden, daß diese männlichen Bilder eine Frau malen konnte.“